# Nadrzewki
Nadrzewki (Nyctomyini) – plemię ssaków z podrodziny gałęziaków (Tylomyinae) w obrębie rodziny chomikowatych (Cricetidae).

## Rozmieszczenie geograficzne
Plemię obejmuje gatunki występujące od Meksyku do Panamy.

## Podział systematyczny
Do plemienia należą następujące rodzaje:
- Nyctomys de Saussure, 1860 – nadrzewek – jedynym przedstawicielem jest Nyctomys sumichrasti de Saussure, 1860 – nadrzewek kolonijny
- Otonyctomys H.E. Anthony, 1932 – nocouszek – jedynym przedstawicielem jest Otonyctomys hatti H.E. Anthony, 1932 – nocouszek jukatański